# Threat Signal

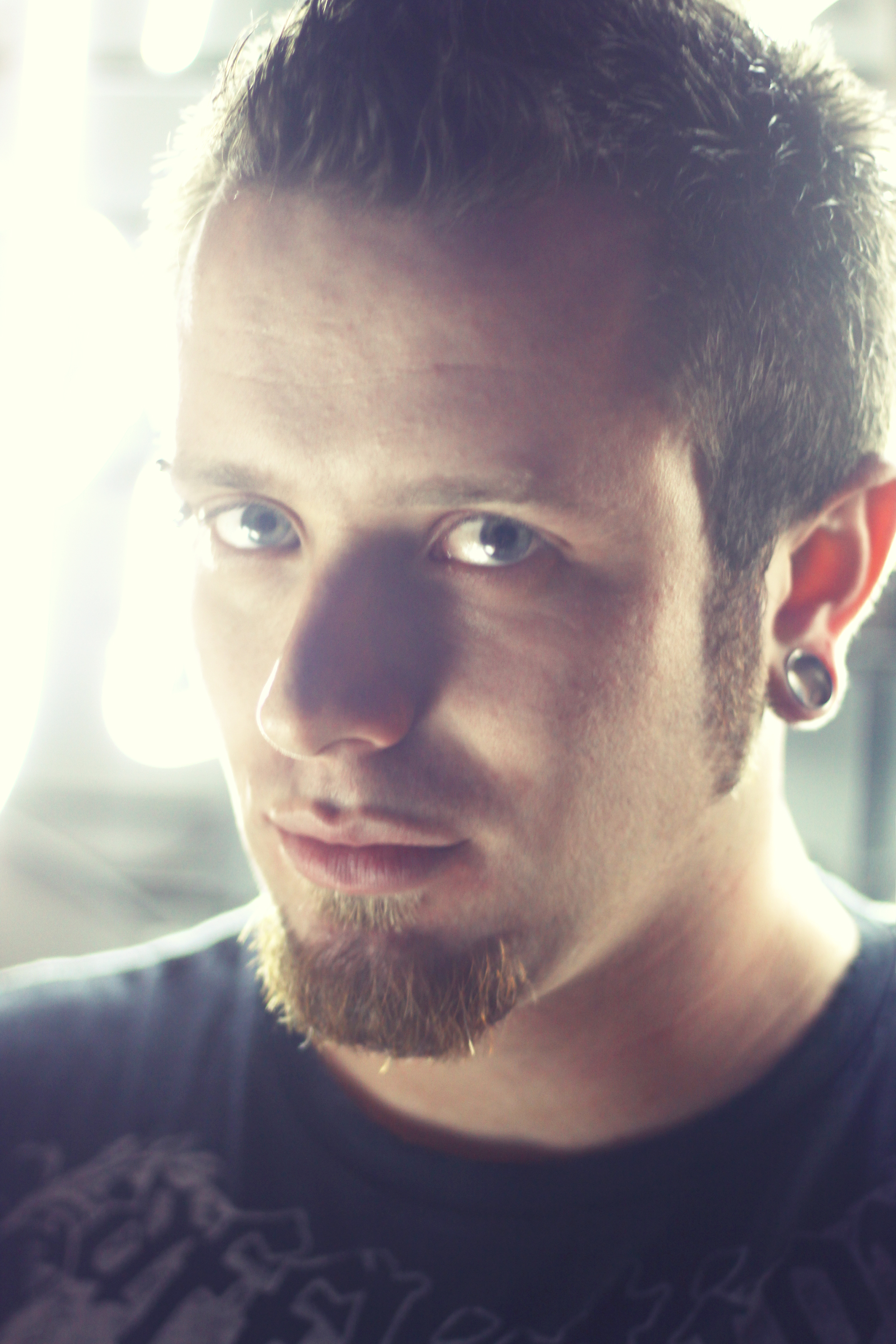
Jon Howard, 2010.

Threat Signal är ett metalband från Kanada. Musikaliskt rör sig bandet inom metalcore, groove metal, thrash metal och melodisk dödsmetal.

## Historia
Bandet bildades av kusinerna Jon och Rich Howard i Kanada sent år 2003. Efter släppet av skivan Under Reprisal spelade bandet in en video till hitsingeln "Rational Eyes".

## Medlemmar
Nuvarande Medlemmar
- Jon Howard – sång (2003– )
- Travis Montgomery – sologitarr (2007– )
- Joey Muha – trummor (2012–2015, 2018– )
- Ryan Miller – basgitarr (2018– )
- Oswin Wong – gitarr (2018– )

Tidigare medlemmar
- Eric Papky – basgitarr (2004–2005)
- Adam Matthews – trummor (2004–2005)
- Rich Howard – rytmgitarr, bakgrundssång (2003–2006, 2007)
- Kyle McKnight – sologitarr (2004–2007)
- Marco Bressette – basgitarr (2005–2006), rytmgitarr (2006–2007)
- George Parfitt – trummor (2006–2007)
- Pat Kavanagh – basgitarr, bakgrundssång (2006–2018)
- Norman Killeen – trummor (2007–2010; död 2016)
- Adam Weber – rytmgitarr (2007–2010)
- Alex Rüdinger – trummor (2010–2012)
- Chris Feener – sologitarr (2010–2012)
- Matt Perrin – rytmgitarr (2015–2018)

Turnerande medlemmar
- Alex Rüdinger – trummor (2010)
- Kris Norris – gitarr (2010, 2012, 2013)
- Matt Perrin – gitarr (2013–2015)
- James Knoerl – trummor (2016)
- Christian Olde Wolbers – basgitarr (2016)

## Diskografi
Demo
- 2004 – Demo
- 2004 – Rational Eyes (EP)

Studioalbum
- 2006 – Under Reprisal
- 2009 – Vigilance
- 2011 – Threat Signal
- 2017 – Disconnect

Singlar
- 2006 – "Rational Eyes"
- 2009 – "Through My Eyes"